# Félix Delamarche
Pour les articles homonymes, voir Delamarche.

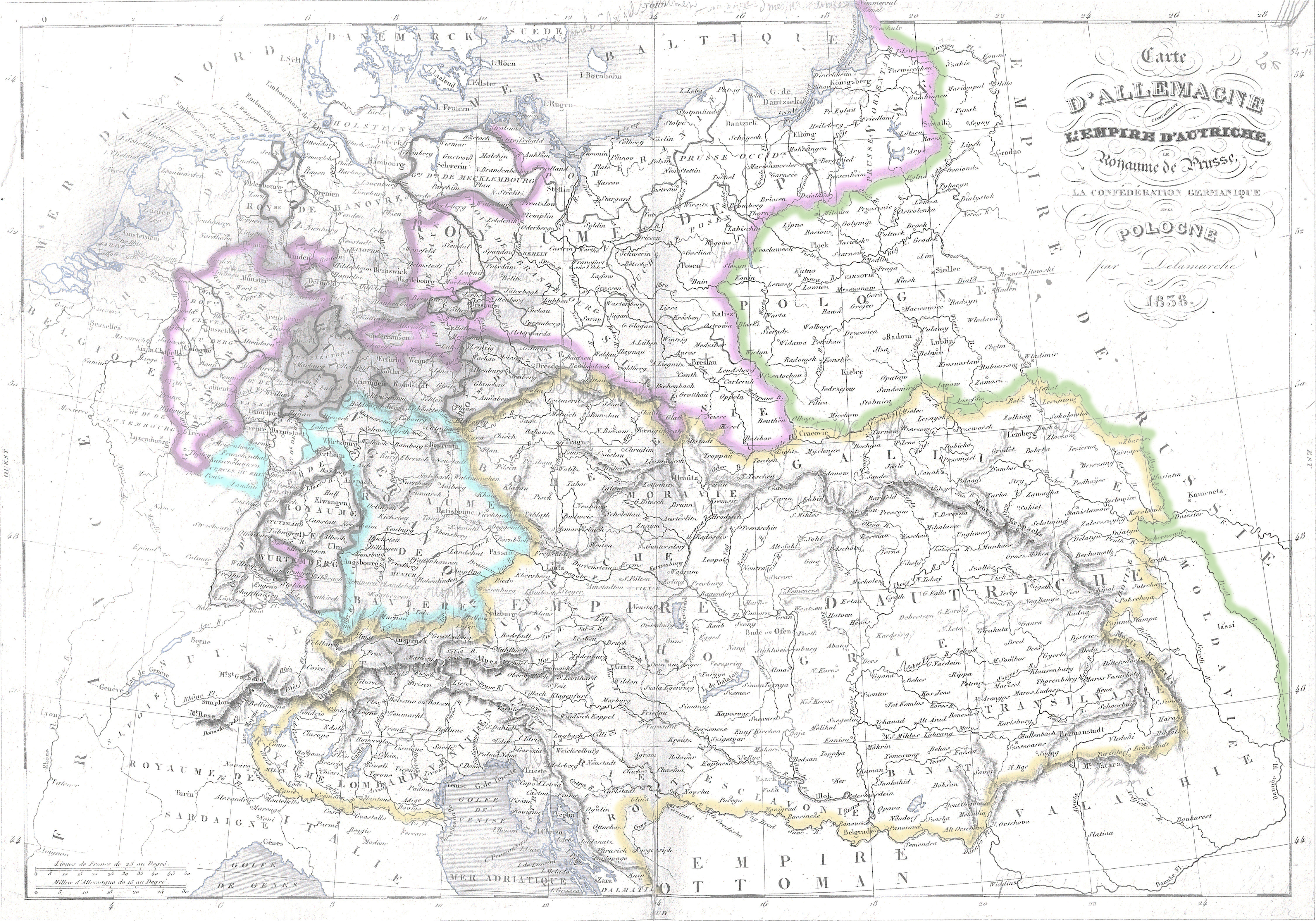
Carte de l'Europe centrale de 1838

Claude Félix Delamarche est un géographe français né à Paris le 20 octobre 1779 et mort à Paris le 5 janvier 1835.
Il prend tête de la maison d'édition géographique familiale à la mort de son père Charles François Delamarche en 1817 qui avait acquis en 1786 le fonds de Didier Robert de Vaugondy. L'activité éditoriale s'est poursuivie durant tout le XIXe siècle en collaboration avec Charles Dien.